# Овчије богиње
Овчије богиње (лат. Varicella, варичела) је примарно преносива капљична заразна болест из групе осипних грозница изазвана јако инфективним варичела зостер вирусом. Обично почиње високом температуром, грозницом, општом слабошћу, малаксалошћу и карактеристичном оспом по кожи у облику мехурића (везикула) испуњених бистром течношћу, на глави и другим деловима тела. Појава оспе праћена је сврабом. Уколико не настане секундарна суперинфекција мехурића бактеријама промене на кожи углавном зарастају без ожиљака. Од варичеле најчешће обољевају деца предшколског узраста, код којих након прележане болести остаје доживотни имунитет. Болест могу пратити и компликације као што су запаљење мозга, упала плућа, инфекција ока и суперинфекција коже.
Варичела се најчешће преноси капљицама преко ваздуха, кашљањем или кијањем болесника или непосредним контактом са секретом из мехурића. Оболела особа је заразна од један до пет дана пре појаве оспе и 4 до 5 дана после појаве оспе, или све до стварања красте након пуцања мехурића. У периоду красте особа оболела од варичела није заразна. Период инкубације од момента контакта са оболелом особом, до појаве првих симптома варичеле (оспе) траје у просеку 10 до 21 дана.

## Називи
Овчије богиње — варичела — лат. varicella — водене козице — средње богиње — пљускавице — водене оспице.

## Историја
Овчије богиње је први уочио персијски научник, филозоф и лекар Ал Рази (Абу Бекр Мухамед ибн Закарија Рази, 850—925), који је знао да ову болест разликује од великих и малих богиња.
Знатно касније, италијански лекар Инграсија (итал. Ingrassia) је 1552. године детаљније описао и први одвојио знаке и симптоме овчијих богиња од других болести коже. Прву тачнију клиничку дефиницију ове болести омогућили су тек радови енглеских лекара Синденхама (енгл. Syndenham) и Хабердена (енгл. Haberden) у 17. и 18. веку, a Томас Велер (енгл. Thomas Huckle Weller; 1915–2008) је 1954. године први изоловао вирус овчијих богиња из културе ткива ембрионалних ћелија и серијског пасирања вируса од културе на културу.

## Епидемиологија
Варичеле је до увођења вакцинације била веома честа болест, са око 4 милиона нових случајева годишње само у САД, углавном у педијатријској (предшколској) популацији. Варичела не показује ни расну, ни полну склоност.
Задњих неколико деценија епидемиологија варичеле изгледа да се мења:
„Дошло је до необјашњивог помака варичеле према вишим старосним структурама током последњих година. То се огледа у повећаном броју јављања оболелих од варичеле лекарима опште праксе и већим бројем смртних случајева у Енглеској и Велсу. На основу извештаја из других болница у свету сличан тренд разбољевања од варичеле имају и млађе одрасле особе, у Сједињеним Државама. Ова промена је епидемиолошки гледано важна због последице увећања будуће стопе смртности и ризика од инфекција међу здравственим радници и трудницама. Све већа примена вакцинације у свету, према очекивањима СЗО треба да смањи ризика од болничког преношења и могућих промена епидемиологије варичеле“.

### Сједињене Државе
У ери превентивне вакцинације, готово сва лица која су до данас вакцинисана против варичеле стекла су солидан имунитет, па је у неким државама (због јако малог броја оболелих) варичела уклоњена са листе болести које подлежу обавезном пријављивању (у САД од 1981), док су неке државе и даље наставиле са обавезним пријављивањем варичеле.
Варичеле се у већини случајева (око 85%), јавља код деце млађе од 15 година. Највише у узрасту од прве до четврте године (39% свих случајева). Појава варичеле код овог узраста деце је вероватно последица ранијег излагања варичела зостер вирусу и недовољна брига о деци предшколског узраста. У деце старе 5-9 године варичела се јавља у 38% случајева. Одрасли до 20 година и старије чине само 7% случајева (подаци су за период од 1990—1994).
Подаци из три спроведена активна надзор над варичелом у више области САД указују да је учесталост варичела, као и број болнички лечених болесника са варичелом, значајно опао од лиценцирања вакцине против варичеле у 1995.
Године 2004, вакцинације против варичеле обухваћена су скоро сва деца старости од 19-35 месеци и у два активног надзора процењен је пад разбољевања на 89% и 90%. У поређењу са 1995, од увођења широке педијатријске имунизације у САД, број оболелих од варичеле опао је за 83% - 93% а смртност за око 66% до 2004. Највећи пад броја оболелих забележен је међу децом узраста од 1-4 и 5-9 година, али је дошло до смањења разбољевања и у свим осталим старосним групама, укључујући школску децу и одрасле, што указује на значајно смањење преноса заразе овим вирусом у свим групама. Смањење броја случајева варичеле је пре свега резултат повећане примене вакцина против варичеле којом је према проценама из 2007. вакцинисано 90% деце старости између 19 и 35 месеци.
Тренутно, у САД се годишње региструје мање од 10 смртних случајева, углавном код невакцинисаних и особа са имуносупресијом. Иако је проценат вакцинисаних у САД премашио 80% током последњих неколико година, дошло је до појаве епидемије варичеле у школама и забавишта у неколико држава у САД.

### Остале земље
Варичела утиче на готово сву децу у свету који немају имунитет. Годишња инциденца се процењује на 80-90 милиона случајева. Већина земаља у развоју има ниску стопу вакцинације због трошкова који су повезани са набавком вакцине и трошковима вакцинације: Зато путници који путују у те земље, изложене су великом ризику од заражавања и обољевања од варичеле.
Сероепидемиолошко истраживање спроведено у Нагоји (Јапан) код 1473 случајева показала је да 81,4% случајева чине деца млађа од 6 година, а 9,6% испод једне године старости. Од 168 евидентираних случајева испод једне године старости, око 30% је испод 5 месеци. Испитивање спроведено код 11 парова мајки и кабл серума и 13 парова мајки и новорођенчета показао је да трансфер НТ антитела јако добар, чак и код беба које су биле мале за њихов узраст или биле недонесене на рођењу, и након 28 недеља од трудноће. Пренос антитела са мајке се брзо смањио, и постаје минималан код беба старијих од 4 месеца. Затим са повећањем старости проценат серопозитивне деце се постепено повећава, на 53,3% у 4 до 5 години, и 100% код деце преко 9 година, уз привремено смањење у младих одраслих особа у њиховим двадесетим. У Јапану, годишња преваленца варичеле достиже врхунац у периоду од марта до маја, са каснијом нижом преваленцијом између августа и октобра.
Епидемиологија варичеле разликује се између земаља у умереним климатским условима и оних у тропским климатским условима. У већини земаља са умереним климатским условима, више од 90% заражених особа су адолесценти, а у земљама са тропским климатским условима, инфекције се јављају у старијим годинама, и карактерише се већом осетљивошћу одраслих.

#### Србија
Према подацима из 2003. Градског завода за заштиту здравља Београд само у овој години од заразних болести у Граду Београду оболело је 66.297 особа, од чега 45.423 од грипа, а од осталих заразних и паразитских болести 10.985 или 31,5% особа. Међу осталим заразним болестима доминира варичела са 9.699 оболелих, и на другом је месту по учесталости у Граду Београду (одмах иза грипа).
Према подацима Градског завода за јавно здравље Београд, у периоду 2001-2008. евидентиран је незанемарљив број пријављених случајева варичеле у Београду и његовој околини, који је просечно годишње износио 10.129 (или од 8.216-14.024). Просечна инциденција ове болести била је просечно 639,8 ± 154 или од 432-876 на 100.000 становника. Највећи број оболелих (преко 90%) припадао је дечјем узрасту до 16 година. У истом периоду у Институту за инфективне и тропске болести Клиничког центра Србије у Београду, хоспитализовано је и лечено 474 болесника због компликација варичеле или 4,85% од укупно регистрованих оболелих од варичеле на територији Београда у наведеном периоду. Највећи број хоспитализованих (58%) припадао је дечјем узрасту (до 16 година старости).

### Старосна дистрибуција варичеле
Максимална учесталост варичеле у невакцинисаној популацији је код деце узраста 1-6 година. Лица старија од 14 година чине 10% случајева варичеле. У Сједињеним Државама, врх старости оболелих од варичеле је 9-11 година.
У тропским поднебљима, варичела је чешћа код старије деце. Већина случајева у Јапану јавља се код деце млађе од 6 година. У око 9,6% случајева варичела се јављала код деце млађе од једне године, а скоро трећина њих су деца млађа од пет месеци.
Варичела нема расну склоност или полну предиспозицију.

### Предиспозиција
Предиспонирајући фактори за настанак тешких облика варичеле су:
Фактори ризика за појаву тешког облика варичеле у новорођенчади су следећи:
- Први месец живота: У овом период живота новорођенче је осетљиво и склоно појави тешког облика варичеле, посебно ако је мајка серонегативна.
- Рана инфекција: Инфекција до 28 недеља трудноће је могућа јер је и беба подложна, због трансплацентарног преноса имуноглобулина G (IgG), дејству антитела која долазе после овог времена.

Фактори ризика за појаву тешког облика варичеле у адолесцената и одраслих су:
- Стероидни терапија: високе дозе (тј. еквивалентне дози 1-2 мг/кг/д преднизолона) у току 2 недеље или више су одређени фактори ризика за тежак облик болести. Чак и краткорочна терапије у овим дозама непосредно пре или током инкубације малих богиња може да изазове озбиљну и фаталну варичелу.[20]
- Малигнитет: Сва деца која болују од тумора имају повећан ризик за развој тешког облика варичеле. Ризик је највећи код деце са леукемијом. Скоро 30% пацијената који су имунокомпромитовани и који болују од леукемије имају висцералну дисеминацију варичеле, а 7% може и да умре.
- Имунокомпромитована лица (на пример, малигнитет, цитостатици, вирус хумане имунодефицијенције (ХИВ) и други урођени или стечени облици имунодефицијенције): оштећења ћелијске, али не и хуморалне имунодефицијенције верује се да доприноси да та особа буде осетљивија на тешке облике варичеле.
- Трудноћа: Труднице имају висок ризик за развој тежег облика варичеле, и посебно појаву упале плућа.

## Етиологија
Проузроковач варичеле је вирус херпес зостера или варичела вирус, познат и као варичела-зостер вирус (varicella-zoster virus). Вирус је из групе хуманих херпесвируса и потфамилије алфахерпесвиринеа (аlphaherpesvirinae) и као и сви вируси херпеса, је ДНК вирус. Он је изолован из културе ткива ембрионалних ћелија и серијског пасирања вируса од културе на културу, од стране Томаса Велера (1954).
Узрочник варичеле је филтрабилни вирус који је ситнији од вируса вариола-вакцине (200 мμ). Вирус је веома сличан вирусу херпес зостера, штавише као да је са њим идентичан. Елементарна телашца вируса варичеле се разликују од елементарних телашаца вируса великих богиња, и теже их је видети у микроскопском препарату, па се зато ова метода не користи у дијагностици. И на електронској микроскопији исто тако се вирус варичеле тешко приказује (види слику).
Варичела се не може пренети на експерименталне животиње; само је човек пријемчив за ту болест. У човека се инокулацијом вируса могу изазвати локалне и опште промене.
Вирус изазива релативно благо обољење, које код одраслих и код особа са ослабљеним имунитетом може да буде опасно. Инфекција за време трудноће може да доведе до деформација фетуса, ожиљака на кожи и других проблема код бебе.
Вирус се у болесника налази на почетку болести у органима за дисање и краће време у крви. Након тога налази се у променама на кожи, углавном за време везикулозног стадијума.

## Патофизиологија
Узрочник болести је микроорганизам, варичела зостер вирус (varicella-zoster virus), из групе хуманих херпесвируса и потфамилије алфахерпесвиринеа (Alphaherpesvirinae) и као и сви вируси херпеса, је ДНК вирус.
Болест се манифестује тек након период инкубације који од контакта са оболелом особом траје 10 до 21 дан.
Варичеле се преносе непосредним контактом са оболелом особом, кроз ваздух, кијањем, кашљањем или контактом са садржајем пликова. Вирус варичеле заражена особа уноси у тело кроз конјунктиву или горње дисајне путеве (нос и ждрело) где он колонизује мукозу горњег респираторног тракта и изазива тзв примарну виремију. Одатле се путем крви ВЗВ шири до локалних лимфних чворова и ретикулоендотелног ткива разних органа (јетра, слезина, коштана срж).
Ту се стварају секундарна жаришта одакле се путем крви вирус шири у друге органе (секундарна виремија). После недељу дана, секундарна виремија шири вирусе кроз тело и кожу, изазивајући типичне (везикулозне) промене на кожи. Виремија такође шири вирус дуж дисајних путева и других органа у телу који показују посебан афинитет и одговорна је за симптоме заразе пре појаве оспе. У овом периоду настаје и инфекција централног нервног система или јетре, што може у тежим облицима виремије изазвати енцефалитис, хепатитиса или пнеумонију.
Прве кожне манифестације су појава црвенкастих бубуљица (које проминирају изнад површине коже), да би се након неколико сати претвориле у прозирне пликове (везикуле) испуњене веома инфективном бистром серозном течношћу. Пликови се прво појављују на трупу одакле се даље шире по телу. Најпре на леђима или стомаку, да би се потом проширио по удовима и на крају се појавио и на лицу. Такође осип може да се појави било где на телу укључујући и слузокожу (усне дупље и носа) и развија се у неколико наврата („таласа“). Након прскања пликова на њиховом месту се формира крастица. Опадањем красте кожа је ружичаста, да би потом постепено повратила своју нормалну боју. Ерупција (избијање) пликова траје неколико дана, а за повратак коже у почетно стање потребно је око две недеље. Најчешће сваки талас избијања пликова прати грозница и повишена температура.
Будући да постоји могућност преношења вируса на плод (конгенитална варичела), заражавање варичелом је нарочито критично за труднице у периоду од 13. до 20. недеље трудноће. Зато труднице које нису прележале ову болест треба да буду посебно пажљиве и да избегавају контакт се особама оболелим од варичеле.
Деца ову болест много лакше подносе за разлику од одраслих код којих могу наступити компликације (види компликације).
Како вирус варичеле слаби имунитет оболеле особе неопходно је такве особе заштитити од других (секундарних) инфекција па се препоручује да болесници остану још једну недељу у кући након отпадања красти и повлачења других симптома болести.
Болест за собом оставља трајан имунитет, јер варичела изазива хуморални и ћелијски посредован имунски одговор организма. Зато се ретко дешава да се особа која је прележала варичелу поново разболи (обично се ради о лицима нарушеног имунитета) а таква супклиничка инфекција може да послужи за јачање имунитета стеченог после ове епизоде варичеле. Ако до тог и дође у таквим случајевима болест се карактерише слабо израженим симптомима. Колико је природни имунитет на ВЗВ квалитетнији најбоље је показала ова студија:
Развој антитела у серуму након назофарингеалног (носнождрелног) заражавања и одговор на варичела зостер вирус (ВЗВ) је проучаван у групи деце; након природно стеченог имунитета и после имунизације са „Оке сојом“ живе ослабљене (атенуисане) ВЗВ вакцине у различитим дозама уносом преко респираторног система или поткожним инјекцијама.

Природне инфекција, поткожна имунизација, и удисање преко органа за дисање, великих доза вакцине ВЗВ резултовало је развојем специфичних IgG-ВЗВ антитела у серуму. Максималан ниво активности IgG антитела у серуму јављао се најмање осам до 12 месеци после сва три облика заразе. Ипак студија је показала да су концентрације IgG-ВЗВ антитела четири до осам пута веће после природне инфекције него после имунизације, живом ослабљеном (атенуисаном) ВЗВ вакцином.

## Дијагноза и диференцијална дијагноза
Дијагноза варичеле се најчешће поставља на основу; клиничке слике, а код старијих од 40 година, код којих је епидемиолошки податак о прележаној варичела непознат или код којих је присутна имунодефицијенција, за потврду дијагнозе примењују се серолошке анализе , као и анализа авидитета антитела IgG класе, у циљу искључивања дисеминованог херпес зостера.
Течност везикула може да се испитују са Тсанцк тест, или још боље прегледом директних флуоресцентних антитела. Течност може и да буде „култивисана на хранљивој подлози“, при чему се покушава раст вируса из узорка течности. Крви може да се користи и за идентификацију одговор на акутне инфекције (IgM), или претходне и накнадне инфекције имунитет (IgG).
Пренатална дијагностика феталне инфекције варичелом може да се изврши помоћу ултразвука, иако са извесним закашњењем од 5 недеља, после примарне инфекције мајке. Тестом ланчане реакције полимеразе (енгл. Polymerase Chain Reaction - PCR) или методом којом се умножава молекул ДНК, може да се изврши анализа амнионске течности мајке. Како је ризик од спонтаног побачаја услед амниоцентезе често већи него ризик по бебу за развоју синдрома варичеле код фетуса анализа се ређе примењује.

## Клиничка слика
Симптоми и знаци болести обично се јављају две недеље после доласка у контакт са вирусом, односно након периода инкубације који траје у распону од 10 до 21 дан. Болест има циклусни карактер и њен ток се може поделити у три стадијума:

### Продромални стадијум
Слично као и код рубеоле продромални стадијум стадијум варичеле је обично слабо изражен, нарочито код деце. Недостатак продромалних симптома, односно њихово слабо испољавање толико је карактеристичан знак за варичелу да се може сматрати једном од особина по којој се варичела разликује од вариоле, код које је продромални стадијум редован и јако развијен.
Јачина продрома зависи од тежине болести, па како је варичела у одраслих тежа болест него у деце, она у том животном добу има и јасније продроме.
Продроми се код варичеле, најчешће испољавају општим симптомима; благо повишеном температуром тела, главобољом, цурењем носа, општом слабошћу малаксалошћу, повраћањем, грозницом и затим појавом некарактеристичног „продромалног осипа“ на кожи који је променљив и пролазан. Најчешће су осипи шарлахоформни, у виду уртикарије, ређе морбилиформни. Јављају се највише на трупу. Продроми трају 1-2 дана.

### Еруптивни стадијум
Осип почиње са малим квргама које прелазе у пликове, а потом у красте. Све време, изглед осипа варира зависно од тога у којој фази развоја се налази. Осип се у већој мери јавља на трупу, него на удовима (центрипетална дистрибуција). Јавља се на лицу, врату и косматом делу главе. Појављује се и на слузокожи уста и ждрела, а најбоље се уочава на непцу (енантем). У неким случајевима може се јавити и на слузокожи гркљана.
Ефлоресценције пролазе кроз неколико развојних стадијума (макула, папула, везикула, краста). Карактеристично за варичелу је кратка еволуција ефлоресценција, која обично није дужа од 6-8 часова. Садржина везикуле је у почетку бистра, с временом постаје мутна. Након тога се везикуле суше и претварају у красте. Како се ефлоресценције стварају у површним деловима епидермиса структура епидермиса се након опадања красте брзо регенеришу, не остављајући, по правилу, никакве промене. Само у случајевима дубљег оштећења коже (као последица секундарне инфекције) могу настати ожиљци.
Ерупцију прати повишена температура и обично свраб коже. Такође за варичелозну оспу карактеристично је и то да се она не јавља одједанпут, већ у више налета, без неког редоследа. Последица тога је да се на врхунцу болести на болесниковој кожи налазе ефлоресценције различитог еволуционог стадијума и да је општа слика егзантема полиморфна. Полиморфија је још више истакнута тиме што се обично не развијају све ефлорсценције до стадијума везикуле, већ поједине заостају у стадијуму папуле, па и макуле.
По правилу везикуле на слузокожама су мацериране и могу се видети у устима, на непцу, језику, али и на конјунктиви и спољним гениталијама. Осип избија у току 4-5 дана, најкасније до седмог или осмог дана болести у 3-5 ерупције. На местима где је кожа изложенаија оштећењима, оспа је гушћа, (нпр на местима где је кожа упаљена деловањем мокраће).

### Стадијум регресије
Овај стадијум се карактерише дефинитивним падом температуре и регресивним појавама егзантема у целини. На кожи се налазе осушене везикуле, красте, плитка удубљења након отпадања краста, а у неким случајевима и свеже огреботине. У овом стадијуму болесник почиње да се опоравља.
Већина пацијената се опоравља без компликација, међутим, понекад инфекција може да доведе до озбиљних компликација, као што су упала плућа и мозга. У ретким случајевима, инфекција може да буде чак и смртоносна.

## Терапија
Примарна инфекција варичелом код здраве деце је прилично бенигна болест која захтева само симптоматску терапију. Оралну примену ацикловира и других антивирусних лекова треба размотрити код претходно здравих особа само у случају присуства већег ризика након озбиљнијег облика инфекције варичелом и пратећих компликација.
Код одрасли и имунокомпромитованих особе компликације изазване варичелом су много чешће и озбиљније него код деце, што захтева агресивнији Фармакотерапијска приступ. Интравенска терапија ацикловиром препоручује се код пацијента са ослабљеним имунитетом или код имунокомпромитованих.
Варичела-зостер имуноглобулин (ВЗИГ) је индикован за примену код веома осетљивих особа (вирусу варичеле изложених имунокомпромитованих особа или особа са ослабљеним имунитетом).
Примена живог разблаженог соја овчијих богиња (енгл. Oka strain) је одобрен од стране ФДА у САД од 1995. за профилаксу код здраве деце и одраслих.

## Компликације
Компликације код болесника са варичелом су ретке и настају најчешће у осипном стадијуму болести, а могу бити изазване самим узрочником - Варичела-Зостер (лат. Varicella-Zoster) вирусом (ВЗВ) или секундарном бактеријском инфекцијом.
Најчешће компликације су на кожи, респираторном систему и централном нервном систему. Остале компликације описане код варичеле су тромбоцитопенијска пурпура, нефритис, ретинална хеморагија, Гиљен-Баре синдром, хепатитис и миокардитис.
На кожи се најчешће виђа секундарна инфекција везикула коју изазивају пиогени стрептокок и стафилококус ауреус (лат. Streptococcus pyogenes и Staphilococcus aureus), затим целулитис, а ређе Флегмона и некротизирајући фасциитис. Кожне компликације најчешће настају код деце.
На респираторном систему најчешће су плућне компликације - упала плућа. Манифестују се као примарна варичелозна упала плућа (изазвана ВЗВ), а ређе као секундарне, бактеријска упала плућа.
Компликације на централном нервном систему могу бити разноврсне: церебелитис (церебеларне атаксија), енцефалитис (1 од 5.000 пацијената добије енцефалитис) и менингитис су најчешће, а ређе се виђају трансверзални мијелитиса и Гиљен-Баре синдром.
У литератури од компликација варичеле наводи се и пиогени артритис (гнојна упала зглоба), остеомијелитис, целулитис орбите., токсични шок синдром и гастроинтестиналне компликације Нефритис и хепатитис у литератури. су најчешће описани код имунокомпромитованих особа
Смртност
- Смртност код варичеле пре увођења вакцине у САД била је 2/100.000 деце испод 14 година, а у Аустралији 3/100.000 пацијената.[43] Око 90% њих било је претходно здраво[44][45]
- У Немачкој, смртност код деце и адолесцената била је 4/100.000.[46]
- Ризик од смртног исхода већи је 25 пута код одраслих него код деце, а у дечјем узрасту четири пута је већи код новорођенчади него код деце 1-4 године[47]
- Код болесника у Србији смртност је била 0,4%, (на основу студије спроведене у Београду 2010).[24] Умрло је једно дете старо пет месеци које је имало варичелу на терену атопичног дерматитиса и сепсу, што се и у литератури описује као значајан фактор ризика.[48] Други смртни исход био је код болесника старог 17 година који је имао енцефалитис. До значајног смањења смртности код свих тешких облика варичеле праћених компликацијама у Србији дошло је због примене ацикловира.[24]

## Превенција
У опште мере за спречавање заразе варичелом спадају;
- Пацијенти које имају варичелу треба да избегавају контакт са другим (здравим) особама (и да никако не иду у обданиште или школу) најмање пет дана после појаве осипа и док се сви пликови (везикуле) не осуше.
- Пацијенти које имају варичелу треба да када кашљу или кијају покрију нос и уста, треба да употребљавају и бацају употребљене папирне марамице, добро перу руке и бришу их посебним пешкиром. Да не једу истим прибором за јело са другима, као и да не конзумирају храну или пиће из истих чаша.
- Труднице треба да избегавају контакт са оболелом особом од варичеле или херпес зостер и одмах се обрате лекару ако су биле у контакту са неким ко има наведене болести.
- Деца код које не постоји имунитет (на пример, која имају леукемију) или која примају хемотерапију треба да избегавају контакт са сваким ко има варичелу или херпес зостер пошто код њих болест може да буде изузетно озбиљна.

### Вакцинација и имунизација
Варичеле је релативно блага болест код здраве деце, али може бити претња по живот за имунокомпромитоване особе, новорођенчад, и нормалне одрасле особе, а посебно пушаче за које је ризик од упале плућа изазван варичела вирусом јако висок.
Варичела се као болест може превенирати применом живе ослабљене (атенуиране) вакцине (Ока сој), која је након започетих истраживања 1970. први пут направљена и примењена 1972. у Јапану. У Европи, прва вакцина против варичеле била је доступна 1984. Њена шира примена почела је у САД, Канади, Аустралији. и Европи (Немачка и Уједињено Краљевство) 1995. Иако многи лекари у почетку нису препознали потребу да се вакцином превенира варичела, подаци о броју оболелих, компликацијама, трошковима за њихово лечење и могућ неповољан исходу утицали су на то да се вакцина уведе у редован програм имунизације у многим земљама света.
Велики број европских земаља уврстио је ову вакцину у редовни програм вакцинације. Вакцинација у САД до 2004. обухватала је скоро 90% деце од 12 до 18 месеци, као и неимуне (имунокомпромитоване) адолесценте и одрасле.
Вакцина ефикасно превенира болест код 85-90%, а тешке симптоме болести код 97% вакцинисаних. Она се показала јако успешном и код имунокомпромитованих болесника.
У Србији ова вакцина се не примењује. Из објективних разлога она још није међу обавезним вакцинама, мада је вакцина против варичеле (под називом Варивакс) доступна и у Србији? По мишљењу бројних српских аутора истраживача варичеле, време је и за увођење вакцине против варичеле у Србији. Ово потврђује и закључак из једне од студија; „Компликације у току варичеле. Да ли је време за вакцину“? објављене у Србији 2010.
...искуство, као и подаци из обимне стручне литературе несумњиво показују да варичела може бити тешка, па чак и фатална болест, чак и код претходно потпуно здравих особа свих узраста. Иако је ова студија ограничена на само један центар, подаци о компликацијама могу помоћи у одређивање будуће селективне или универзалне имунизационе политике у нашој средини...

#### Када се спроводи вакцинација и имунизација?
Вакцинација; се спроводи код деце, адолесцената и одраслих (имунокомпромитованих или ризику изложене) особе;
- Деце старије од 18 месеци и деце у првом разреду средње школе која нису претходно примила вакцину против варичеле и која их нису никада боловала од варичеле.
- Вакцина се такође препоручује особама које имају 14 и више година старости које немају имунитет. Њима се дају 2 дозе у размаку од 1 до 2 месеца.
- Вакцина се нарочито препоручује оним особама код којих постоји повећани ризик, на пример здравственим радницима, особама које живе или раде са малом децом, женама које планирају да остану у другом стању и особама које живе или долазе у контакт са људима чији је имунитет ослабљен.
- Ако вакцинисана особа добије богиње оно може да их пренесе невакцинисаним особама.
- Вакцина спречава обољевање од варичеле, чак и ако се да пет дана након доласка у контакт са вирусом.

Краткорочна имунизација варичела зостер имуноглобулином - varicella-zoster immunoglobulin (VZIG) (која се производи од антитела из крви доборовољних давалаца крви), може да спречи појаву болести код пацијената који су под великим ризиком од компликација. Да би био ефикасан, имуноглобулин мора да се да 96 часа после доласка у контакт са вирусом. Особе код којих постоји велик ризик од компликација после доласка у додир са вирусом и захтевају примену имунизације, су труднице које нису варичелу и нису имунизоване, новорођенчад и неки пацијенти са ослабљеним имунитетом.
Одлука за примену варичела зостер имуноглобулина треба да се заснива на следећим критеријумима:
Да ли је пацијент осетљив?
- Што се утврђује серолошким тестирањем и прецизним подацима из личне и породичне анамнезе. Већина одраслих особа са негативном или неизвесном историјом су серопозитивни на серолошка тестирања.

Да ли ће излагање највероватније довести до инфекције?
- Непрекидни контакт у породици
- Директан контакт изложеност (обично >1 сат директног контакта, у току боравка у затвореном простору)
- Контакт у болници (у истој дво и четворокреветне собе, или суседним креветом у великом одељењу или продужени контакт лице у лице у комуникацији са зараженим особљем)
- Контакт новорођенчета (новорођенче мајке које је имале појаву богиње 5 дана или мање пре порођаја или у року од 48 сати након порођаја)

Да ли је пацијент под већим ризиком од компликације у односу на општу популацију?
- Превремено рођена беба након мање од 28 недеље трудноће или са порођајном тежином од 1000 грама или мањом, које је било изложено варичела зостер вирусу
- Новорођенче уколико је изложеност варичели зостер 5 дана или мање пре порођаја или у року од 48 сати након порођаја
- Трансплантација коштане сржи прималаца упркос података из историје да су имали излагања варичела зостер вирусу.
- Имунокомпромитованих болесници, који су имали излагања варичела зостер вирусу, укључујући:

- Пацијенте који се тренутно лече хемотерапијом, или уопштеном радиотерапијом или у року од 6 месеци од престанак такве терапије.
- Пацијенти који су примили високе дозе стероида у претходних 3 месеца
- Симптоматска ХИВ-позитивни пацијенти који немају у историји податке о варичели
- Пацијенти код којих је обављена трансплантација органа и тренутно су на имуносупресивној терапији.

Варичела зостер имуноглобулин није индикован код деце и одраслих који су имуни. Иако то може да спречи инфекцију код здраве деце, то није неопходно, јер природна инфекција је обично блага. Такође није индикован за лечење клиничког облика варичеле (овчијих богиње) или херпес зостер (појасног херпес), или за спречавање дистрибуције зостера.

#### Контраиндикације за вакцинацију
Вакцина против варичеле не би требало да се даје:
Трудницама – жене које планирају трудноћу исту треба да се избегавају 3 месеца после вакцинације. Жене би требало пре вакцинације да обавесте свог лекара ако желе да затрудне, или мисле да су трудне, јер постоји потенцијална опасност за појаву озбиљних нуспојава код нерођеног детета.
Особама са ослабљеним имунитетом;
- оболелима од СИДЕ
- особама које примају или су у последња 3 месеца примале стероидну терапију (укључујући велике дозе оралних стероида) и/или терапију која слаби имунитет (укључујући и радиотерапију).

Особама које имају анафилактичну реакцију на било који састојак вакцине.
Особама које су примиле трансфузију крви или инјекцију имуноглобулина у последња три месеца.
Особама које су примиле живу вакцину у последње 4 недеље (нпр. против жуте грознице, туберкулозе ( BCG вакцине) и полиомијелитиса (оралне полио вакцине ОПВ)).

#### Састав и нежељена дејства вакцине
Састав вакцине
Вакцина против варичеле у себи садржи следеће састојке; аминокиселине; хумани албумин; лактозу; сулфат неомицина; сорбитол и манитол (адитиве који стабилизују вакцину)
Нежељена дејства
Након имунизације вакцина против варичеле може да испољи следећа нежељена дејства која су углавном блага и могу се јавити код око 25% вакцинисаних;
- повишена температура (до 39 °C)
- бол на месту убода инјекције.
- осип налик на варичелу (3—5%) 5 до 26 дана после вакцинације. Док је осип присутан, треба да се избегава контакт са свим особама, а нарочито са трудницама.